# Boku wa Asu, Kinō no Kimi to Dēto Suru
Boku wa Asu, Kinō no Kimi to Dēto Suru (ぼくは明日、昨日のきみとデートする tạm dịch: Anh ngày mai sẽ hẹn hò với em của ngày hôm qua) là phim điện ảnh Nhật Bản thể loại lãng mạn ra mắt năm 2016, do Miki Takahiro làm đạo diễn, dựa trên tiểu thuyết cùng tên của Nanatsuki Takafumi. Phim có sự góp mặt của diễn viên Fukushi Sota và Komatsu Nana. Phim được công chiếu và phân phối tại Nhật Bản bởi Toho từ ngày 17 tháng 12 năm 2016.

## Cốt truyện
Minamiyama Takatoshi, chàng trai 20 tuổi, theo học mỹ thuật tại một trường đại học ở Kyoto. Ngày 15 tháng 2, trên tàu đến trường, anh bắt gặp Fukuju Emi và ngay lập tức trúng tiếng sét ái tình. Anh thu hết can đảm để làm quen. Với sự giúp đỡ của người bạn thân Ueyama Shoichi, Takatoshi đã tỏ tình với Emi và được đồng ý. Họ bắt đầu hẹn hò và trải qua những ngày bên nhau hạnh phúc, nhưng rồi Emi đã tiết lộ anh một bí mật thông qua cuốn sổ nhật kí ghi lại lịch trình các ngày trong tương lai theo dòng thời gian ngược lại. Cả hai bằng tuổi nhau vào năm đôi mươi, nhưng vì bị ngược chiều thời gian nên ký ức sẽ không tương đồng. Ví dụ lấy thế giới của Takatoshi làm chuẩn, anh càng hướng về tương lai thì Emi sẽ càng đi ngược về quá khứ của anh, tức lần đầu tiên Emi gặp Takatoshi trong 30 ngày yêu nọ cũng là lúc anh đã cùng cô trải qua 29 ngày còn lại. Hai người họ dần dần suy nghĩ về nhau theo cách khác với ban đầu và dần khám phá được hai người họ đã tìm thấy nhau trong quá khứ và tương lai như thế nào.

## Diễn viên
- Fukushi Sota trong vai Minamiyama Takatoshi[3]
- Komatsu Nana trong vai Fukuji Emi[3]
- Kiyohara Kaya  trong vai Emi lúc bé[3]
- Higashide Masahiro trong vai Ueyama Shoichi  [3]
- Yamada Yuki trong vai Hayashi[3]
- Otaka Akira trong vai Minamiyama Takamori [3]
- Miyazaki Yoshiko trong vai Minamiyama Keiko[3]

## Âm nhạc
Ca khúc chủ đề của phim mang tựa đề "Happy End" được sáng tác và thể hiện bởi nhóm nhạc back number.

## Đón nhận

### Doanh thu
Trong cuối tuần đầu tiên công chiếu tại Nhật Bản, phim xếp vị trí thứ 4 trên bảng xếp hạng phòng vé với 150 nghìn lượt vé bán ra và đạt doanh thu 1,7 triệu đô la Mỹ.

### Đánh giá
Trên trang thông tin phim IMDb, phim được đánh giá với mức điểm 7.7/10 bởi 1252 người đánh giá.
Trang đánh giá thông tin Otaku thời báo cho rằng "Boku wa Ashita, Kinou no Kimi to Date Suru là tựa live-action shoujo đáng xem trong nhiều năm trở lại đây vì nội dung không mắc lỗi “đầu voi đuôi chuột”, đồng thời phim đã mang lại trọn vẹn những giây phút đẹp đẽ, êm đềm nhưng không hề bi lụy của tuổi trẻ."